# Синжеле, Жан-Батист
Жан-Батист Синжеле (фр. Jean-Baptiste Singelée; 25 сентября 1812, Брюссель — 29 сентября 1875, Остенде) — бельгийский скрипач, композитор и дирижёр.
Учился игре на скрипке в Брюсселе у Никола Вери. Завершив курс в 1829 г., отправился в Париж, где подвизался в оркестре Опера Комик. Вернулся в Брюссель в 1839 г. как первая скрипка в оркестре театра Ла Монне. В дальнейшем возглавлял оркестры в оперных театрах Антверпена и Гента, в 1869—1872 гг. дирижировал оркестром Ла Монне, а в летний период — курортным оркестром в Остенде (где под его руководством играли, в частности, юные Овид Мюзен и Сезар Томсон).
Как композитор Синжеле известен, преимущественно, своими многочисленными сочинениями для саксофона, появление которых было связано с давней дружбой между композитором и изобретателем саксофона Адольфом Саксом. Синжеле, в частности, на протяжении 30 лет сочинял конкурсные соло для выпускного экзамена в саксофонном классе Сакса в Парижской консерватории. Кроме того, сотрудничество с Синжеле способствовало работе Сакса над расширением семейства саксофонов, а квартет № 1 Синжеле Op. 53 (1857) стал первым произведением для четырёх саксофонов. Авторству Синжеле принадлежит также разнообразная лёгкая музыка и переложения оперных партий для скрипки. Небольшие лёгкие пьесы Синжеле входили в педагогический репертуар конца XIX — начала XX веков: известно, в частности, что Пасторальную фантазию Синжеле исполнил на своём первом публичном выступлении Яша Хейфец, которому исполнилось пять лет и десять месяцев.